# رحمانیه (بردسکن)
رحمانیه نام روستایی تاریخی از توابع بخش شهرآباد شهرستان بردسکن در استان خراسان رضوی است. این روستا در دهستان شهرآباد قرار دارد و براساس سرشماری سال ۱۳۸۵ جمعیت آن ۱۵۰ نفر (۳۸ خانوار) بوده است. از جاذبه‌های گردشگری آن می‌توان به قلعه رحمانیه اشاره نمود.